# 上田次朗
上田 次朗 （うえだ じろう、1947年7月6日 - ）は、和歌山県田辺市出身の元プロ野球選手（投手、右投右打）・コーチ、解説者・評論家。縁起を担いで3回にわたって登録名を変更したことでも知られている。1970年は上田 二郎、1971年から1976年は上田 二朗、1977年から1978年は上田 次郎を登録名とした。

## 経歴

### プロ入りまで
父親は産経新聞の和歌山県内の各支局に勤務していた地方記者。南部高校（和歌山）のエースとして活躍し、3年生時の1965年には夏の甲子園予選紀和大会の県予選準決勝まで勝ち進むが、県和歌山商に敗退。甲子園出場を逸する。
東海大学に進学し、首都大学野球リーグでは在学中7度優勝。1年上の渡辺孝博投手との二本柱で活躍する。1年生の時、1966年春季リーグ戦で開幕投手を務め完投勝利した。1968年の明治維新百年記念明治神宮野球大会では首都大学選抜のエースとして出場。準決勝では渡辺をリリーフ、大橋穣、内田順三らのいた東都大学選抜を4-3で降す。決勝では東京六大学選抜の星野仙一、橘谷健（東大－川崎重工）両投手と投げ合い、田淵幸一、谷沢健一らの強力打線を抑えて1-0で完封勝利。この優勝によって首都大学野球リーグの存在感が高まり、上田個人も各球団の注目の的となる。4年生になった1969年には、春季リーグで成城大から完全試合を達成し、全日本大学野球選手権大会では初優勝。この大会では2回戦で明大を降し、決勝では日大と対決。佐藤道郎と互いに無失点で投げ合い、9回表、谷口剛の決勝本塁打により3－0で快勝した。同年の第8回アジア野球選手権大会日本代表。リーグ通算51試合登板、37勝5敗、防御率1.27、393奪三振。最高殊勲選手4回、最優秀投手4回、ベストナイン1回受賞。1試合17奪三振を2度記録した。同年のドラフト1位で阪神タイガースに入団。上田が即戦力となることを期待し、ドラフト会議で注目されていた三沢高の太田幸司の指名を回避した上での指名だった。

### 現役時代
プロ1年目の1970年から先発ローテーションに定着し、規定投球回（リーグ15位、防御率3.00）にも達する。同年4月16日の中日戦で公式戦初登板、7回までマウンドに立つが、試合は1-1の引き分けに終わった。初勝利は4月23日大洋戦で9回までに15三振を奪うものの味方からの援護がなく1-1のまま延長戦に突入し、延長10回ながら16奪三振でエース平松に2-1と投げ勝った。9回15奪三振は当時の新人の最多奪三振記録であり、のち1980年に日本ハムファイターズの木田勇に更新されるまで記録を保持した。
1972年5月9日の対大洋戦で、先発の若生智男が1回無死一・三塁の場面で負傷したため、上田が代わって登板。そのまま点を与えず、救援投手ながら完封が記録された。これは公認野球規則に定められた「1回無死無失点の時に代わって出場した投手が無失点のまま試合を終わったときに限って、完投勝利ではないが完封勝利の記録が与えられる」という条項によるもので、プロ野球では上田が初（2022年シーズン終了時点で唯一）の適用例であった。後年、上田はこの「リリーフ登板完封試合」を選手生活の中で最高の試合だと述懐している。
1973年にはキャリアハイの成績を上げる。同年は22勝14敗、防御率2.23（リーグ3位）の好成績を挙げ、オールスターゲームにも出場し、江夏豊と並んで投手陣の柱として活躍した。9月23日の広島戦でのダブルヘッダーで上田は1戦目の先発投手として登板し、2戦目の先発投手として登板した江夏とともに同日に20勝目を記録した。同年の江夏は最多勝となる24勝を挙げ、これ以降日本のプロ野球では2023年シーズンまで同一チームから複数の20勝投手が生まれていない。同年7月1日の対巨人戦では9回2死までノーヒットを続けながら長嶋茂雄に三遊間への安打を浴びてノーヒットノーランを逃し、バッテリーを組んでいた田淵はへたりこみ、出塁して一塁ベース上にいた長嶋から「上田、がまんせい、がまんだ。がまんだ」と声をかけられた。この試合、上田は長嶋を3打席続けて変化球で打ち取っており、4打席目は変化球狙いに切り替えるはずと考えていたところ、捕手の田淵幸一は「長嶋さんはそれでも直球狙いで来る」と意見が対立した。結局上田の考えを尊重し直球勝負したが、長嶋は田淵の考えどおり直球狙いで、見事に狙い打ちされたという。上田は「もちろん悔しい思いもあったが、長嶋さんと真っ向勝負したすがすがしさがある」と語っている。
このシーズンは最後まで巨人と優勝争いを展開し、優勝のかかった中日・巨人とのシーズン最後の2試合で、引き分けでもリーグ優勝が決まるという20日の対中日戦に中日キラーの上田ではなく江夏が先発し、阪神は試合に敗れ。10月22日の甲子園球場での阪神対巨人26回戦は勝ったチームがリーグ優勝という大一番となり、上田がこの試合の先発に起用されたが、2回途中で33球4失点と打ち込まれて降板し、巨人の9年連続リーグ優勝を許した。阪神は優勝を逃したために、上田と江夏の起用法について疑問が呈されることが多いが、上田自身はこのことについて、中日戦の登板を望んでいたものの、「金田監督が確執があったとは言えタイガースのエースである江夏で決めてもらうと最終的には託したのだろう」と納得はしていると振り返っている。
その後も先発として活躍を続けるが、1978年には開幕から低迷、わずか3勝に終わった。1979年、ドン・ブレイザーが監督に就任すると、小林繁の入団、工藤一彦の台頭もあって先発投手陣の刷新が図られる。この結果、上田は先発から外され、登板機会も極端に減った。
1980年に南海ホークスに金銭トレードで移籍、この時は安仁屋宗八、谷村智啓といった功労者も他球団に放出されている。同年は南海先発陣の一角として6勝をあげる。ブレイザーが今度は南海の指揮を執ることになった翌1981年も5勝9敗を記録し、4年振りに規定投球回に達するが、首脳陣との軋轢もあり、再び1982年シーズン途中に阪神に戻る。同年限りで現役引退。

### 現役引退後
引退後は阪神で一軍投手コーチ補佐（1983年）→二軍投手コーチ（1984年 - 1987年）、一軍投手コーチ（1989年, 1993年 - 1994年）・二軍育成コーチ（1990年 - 1992年）を歴任。1995年からはフロント入りし、編成部次長（2001年 - 2004年）・球団本部管理部付部長・球団本部付部長も歴任。コーチ、フロントマンとしても高い評価を得て、2012年1月1日付で40年以上所属した阪神を退団。
退団後は同年よりスカイ・エー解説者、2013年からサンケイスポーツ（関西版）評論家も務め、その傍ら全国野球振興会常任理事。

## プレースタイル
現役時代の上田は端正なルックス、華麗なアンダースローの投球フォームで人気を博した。球速はそれほど速くはなかったものの制球力は高く、カーブやシンカーを持ち球にしていた。同時期に活躍した江夏豊、村山実ら速球派で知られた投手とは対照的に、変化球を中心とする上田の投球スタイルは「いぶし銀」とも評される 。中日戦に相性が良く得意としたことから、「竜キラー」の愛称でも呼ばれていた。

## 詳細情報

### 年度別投手成績
| 年 度      | 球 団      | 登 板 | 先 発 | 完 投 | 完 封 | 無 四 球 | 勝 利 | 敗 戦 | セ 丨 ブ | ホ 丨 ル ド | 勝 率 | 打 者 | 投 球 回 | 被 安 打 | 被 本 塁 打 | 与 四 球 | 敬 遠 | 与 死 球 | 奪 三 振 | 暴 投 | ボ 丨 ク | 失 点 | 自 責 点 | 防 御 率 | W H I P |
| ---------- | ---------- | ----- | ----- | ----- | ----- | -------- | ----- | ----- | -------- | ----------- | ----- | ----- | -------- | -------- | ----------- | -------- | ----- | -------- | -------- | ----- | -------- | ----- | -------- | -------- | ------- |
| 1970       | 阪神       | 27    | 19    | 7     | 2     | 0        | 9     | 8     | --       | --          | .529  | 558   | 141.1    | 111      | 20          | 31       | 2     | 6        | 105      | 0     | 0        | 50    | 47       | 2.99     | 1.00    |
| 1971       | 阪神       | 16    | 9     | 2     | 0     | 0        | 1     | 6     | --       | --          | .143  | 254   | 59.1     | 54       | 11          | 25       | 0     | 3        | 39       | 1     | 1        | 35    | 29       | 4.40     | 1.33    |
| 1972       | 阪神       | 35    | 10    | 1     | 1     | 0        | 9     | 7     | --       | --          | .563  | 497   | 124.2    | 107      | 20          | 35       | 3     | 5        | 91       | 0     | 0        | 51    | 49       | 3.54     | 1.14    |
| 1973       | 阪神       | 46    | 35    | 20    | 5     | 3        | 22    | 14    | --       | --          | .611  | 1159  | 287.1    | 229      | 24          | 76       | 8     | 13       | 169      | 1     | 1        | 80    | 71       | 2.22     | 1.06    |
| 1974       | 阪神       | 36    | 26    | 7     | 0     | 0        | 7     | 13    | 1        | --          | .350  | 771   | 176.2    | 197      | 19          | 61       | 6     | 3        | 82       | 1     | 0        | 90    | 79       | 4.02     | 1.46    |
| 1975       | 阪神       | 36    | 27    | 5     | 2     | 2        | 9     | 9     | 1        | --          | .500  | 718   | 170.0    | 173      | 20          | 44       | 6     | 7        | 82       | 0     | 0        | 76    | 71       | 3.76     | 1.28    |
| 1976       | 阪神       | 31    | 25    | 5     | 0     | 0        | 12    | 9     | 0        | --          | .571  | 699   | 165.0    | 163      | 27          | 48       | 3     | 12       | 105      | 1     | 0        | 76    | 73       | 3.98     | 1.28    |
| 1977       | 阪神       | 30    | 27    | 7     | 2     | 1        | 8     | 9     | 0        | --          | .471  | 641   | 148.1    | 147      | 22          | 56       | 2     | 7        | 94       | 0     | 1        | 85    | 82       | 4.98     | 1.37    |
| 1978       | 阪神       | 27    | 16    | 2     | 1     | 2        | 3     | 10    | 0        | --          | .231  | 428   | 96.1     | 116      | 18          | 31       | 1     | 5        | 55       | 0     | 0        | 70    | 61       | 5.70     | 1.53    |
| 1979       | 阪神       | 15    | 0     | 0     | 0     | 0        | 0     | 0     | 0        | --          | ----  | 88    | 19.2     | 22       | 3           | 8        | 0     | 3        | 8        | 0     | 0        | 13    | 9        | 4.12     | 1.53    |
| 1980       | 南海       | 30    | 11    | 1     | 0     | 0        | 6     | 6     | 1        | --          | .500  | 495   | 113.1    | 116      | 25          | 41       | 2     | 12       | 60       | 1     | 0        | 70    | 65       | 5.16     | 1.39    |
| 1981       | 南海       | 24    | 20    | 4     | 0     | 0        | 5     | 9     | 0        | --          | .357  | 589   | 134.1    | 152      | 17          | 48       | 2     | 11       | 52       | 0     | 0        | 82    | 73       | 4.89     | 1.49    |
| 1982       | 阪神       | 8     | 1     | 0     | 0     | 0        | 1     | 1     | 0        | --          | .500  | 48    | 10.1     | 17       | 5           | 2        | 0     | 0        | 5        | 1     | 0        | 13    | 13       | 11.32    | 1.84    |
| 通算：13年 | 通算：13年 | 361   | 226   | 61    | 13    | 8        | 92    | 101   | 3        | --          | .477  | 6945  | 1646.2   | 1604     | 231         | 506      | 35    | 87       | 947      | 6     | 3        | 791   | 722      | 3.95     | 1.28    |

### 記録
- オールスターゲーム出場：2回 （1970年、1973年）

### 背番号
- 16 （1970年 - 1979年）
- 15 （1980年 - 1982年）[25]
- 86 （1983年）
- 73 （1984年 - 1987年）
- 83 （1989年）
- 81 （1990年 - 1994年）

### 登録名
- 上田 二郎 （うえだ じろう、1970年）
- 上田 二朗 （うえだ じろう、1971年 - 1976年）
- 上田 次郎 （うえだ じろう、1977年 - 1978年）
- 上田 次朗 （うえだ じろう、1979年 - ）

## 出演番組
- スカイ・Aスタジアム「ウエスタン・リーグ中継」（阪神主催の阪神鳴尾浜球場・阪神甲子園球場の試合を担当）
- 武田和歌子のぴたっと。（朝日放送ラジオ、2016年2月16日「下柳剛[26]の達人列伝」にゲスト出演）